# Bakong
Bakong es el primer templo de montaña de una piedra arenisca construida por los gobernantes del Imperio Jemer en el complejo de Angkor, declarado Patrimonio de la Humanidad por la Unesco en 1992, cerca de la actual Ciudad de Siem Riep en Camboya. En las últimas décadas del siglo IX d. C., sirvió como el templo oficial del estado del rey Hariharalaya, situada en un área que hoy se llama Roluos.

## Historia
En 802 dC, el primer rey de Angkor Jayavarman II declaró la soberanía de Camboya. Después de sus altibajos, estableció su capital en Hariharalaya. Pocas décadas después, sus sucesores construyeron Bakong en etapas como el primer templo de montaña de piedra arenisca en Angkor. La inscripción en su estela dice que en 881, el Rey Indravarman I dedicó el templo al dios Shivá y consagró su imagen religiosa. De acuerdo con George Coedes, el culto devarāja consistía en la idea de la realeza divina como la legitimidad del poder real, pero luego, otros autores dijeron que no necesariamente implicaba el culto de la persona física del gobernante en sí mismo.
Bakong disfrutó su estado como templo de Angkor sólo unos años, pero luego adiciones de los siglos XII y XIII testifican que no fue abandonada. Hacia el final del siglo IX, el hijo de Indravarman y sucesor de Yasovarman I, mudó la capital de Hariharalaya al área del norte de Siem Reap ahora conocida como Angkor, donde él fundó la nueva ciudad de Yasodharapura alrededor de un nuevo templo de montaña llamado Bakheng.

## Características
Bakong abarca una zona de 900 m por 700 m, y consiste en tres recintos concéntricos separados por dos fosos, el eje principal va desde este a oeste. El recinto exterior no tiene ni una pared o gopuras y su límite es el foso, hoy solamente a vista. 
El foso interior delimita un área de 400m por 300 m, con restos de una muralla de laterita y cuatro gopuras cruciformes, que son atravesada por una calzada de tierra de ancho, flanqueada por siete cabezas de nāgas, como un proyecto de puente de Naga. Entre las dos fosas, se encuentran los restos de 22 templos de ladrillo. El recinto interior, delimitado por un muro de laterita, mide 160 m por 120 m y contiene una pirámide central y ocho torres del templo de ladrillo, dos en cada lado. 
Un número de otros edificios más pequeños están ubicados dentro del recinto. Justo a las afueras de la gorupa oriental hay un templo budista moderno.
La pirámide tiene cinco niveles y su base es de 65m por 67 m. Fue reconstruida por Maurie Glaize al final de 1930 de acuerdo a los métodos de Anastilosis. En la cima, hay una sola torre que tiene mucha más procedencia, y el estilo arquitectónico no es de las bases del siglo IX de Hariharalaya, pero son del siglo XII en la ciudad Angkor Wat.
A pesar de que la pirámide una vez estuvo cubierta con tallas en bajorrelieve de estuco, hoy en día sólo quedan fragmentos de ello. Grandes estatuas de piedra de elefantes están ubicadas como guardianes en las esquinas de los tres niveles más bajos de la pirámide. Las estatuas de leones hacen guardia en las escaleras.